# Julio Cesar Cedillo
Julio César Cedillo est un acteur américain, né à Durango, au Mexique.

## Filmographie

### Cinéma
- 1993 : Hexed (Hexed) d'Alan Spencer (en), dans le rôle de l'officier Sanchez
- 2003 : La Vie de David Gale (The Life of David Gale) de Alan Parker, dans le rôle de l'officier Ramirez
- 2004 : Alamo de John Lee Hancock, dans le rôle du général Cos' Messenger
- 2005 : Trois Enterrements (The Three Burials of Melquiades Estrada) de Tommy Lee Jones, dans le rôle de Melquiades Estrada
- 2006 : Les Oubliées de Juarez (Bordertown) de Gregory Nava, dans le rôle de Julio
- 2009 : Dans la brume électrique (in the Electric Mist) de Bertrand Tavernier, dans le rôle de Cholo Manelli
- 2015 : Sicario (Sicario) de Denis Villeneuve, dans le rôle de Fausto Alarcon
- 2021 : The Harder They Fall de Jeymes Samuel : Jesus Cortez
- 2023 : The Black Demon d'Adrian Grunberg : Chato
- 2023 : Accidental Texan de Mark Lambert Bristol : shérif Nall

### Télévision
- 2024 : Chicago P.D. : Rafael Perez (2 épisodes)